# Su Nuraxi de Barumini
Su Nuraxi é um sítio arqueológico nurágico em Barumini, Sardenha, Itália. Foi inscrito como Patrimônio Mundial da UNESCO em 1997.
Su Nuraxi significa nurago em Campidanese, uma variante sulista da língua sarda. 
O complexo é centralizado ao redor de uma torre construída por volta do século 16 a.C.. Neste local o arqueólogo Giovanni Lilliu descobriu uma vila fortificada que tinha sido coberta pela poeira e tornou-se uma colina. Ele realizou as primeiras escavações nesta região na década de 1950.
Este clássico local nurágico está localizado no centro de uma pequena colina, construído com pedras grandes, a maioria sem forma definida, mas talvez uma maioria formada por basalto, de formato retangular. Os muros são enormes e foram construídos com técnicas de construção megalíticas clássicas. Há algumas escadas, com algumas bastante verticais, que causam uma certa vertigem. Dentro do nurago, há uma série de pátios cercados por muros altos, e câmeras em formato de colmeia. Algumas entradas estão no nível superior e precisam de escadas de madeira para serem alcançadas. Há um poço em um dos pátios e algumas câmaras tem nichos.
Este local é importante como linha do tempo da civilização sarda: 
"A cronologia relativa da pré-história sarda é muito baseada na primeira escavação moderna do nurago em Su Nuraxi. Giovanni Lilliu . . . usou uma combinação de fases estruturais e tipologia cerâmica a fim de reconstruir uma sequencia nurágica geral."
Muito próximo existe outro local nurágico am Casa Zapata, com um museu bem como vestígios de escavações.

## Galeria

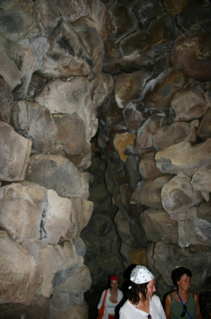
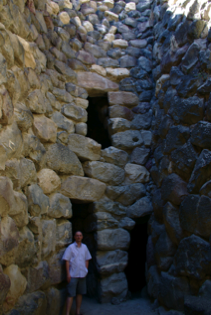